# Lithobius absoloni
Lithobius absoloni är en mångfotingart som först beskrevs av Folkmanová 1935.  Lithobius absoloni ingår i släktet Lithobius och familjen stenkrypare.
Artens utbredningsområde är Bosnien. Inga underarter finns listade i Catalogue of Life.